# Cícero Leuenroth
Cícero Leuenroth (Rio de Janeiro, 15 de junho de 1907- Los Angeles, 27 de dezembro de 1972) foi um publicitário brasileiro.
Filho de Eugênio Leuenroth, um dos pioneiros da propaganda no Brasil, estudou administração e propaganda, na Columbia University e, depois de trabalhar em algumas agências de propaganda nos Estados Unidos,  voltou para o Brasil em 1927. Trabalhou no Citibank e, depois,  em A Eclética, a primeira agência de propaganda profissional criada no Brasil - da qual seu pai, Eugênio, era sócio. Em 1933, depois de desentender-se com o pai, decidiu fundar a sua própria agência, a Empresa de Propaganda Standard  (depois Standard Propaganda), em sociedade com Pery de Campos e João Alfredo de Sousa Ramos, no Rio de Janeiro.
Em 1937, a Standard monta um estúdio de gravações adequado ao rádio embora, na época, o rádio não fosse considerado como mídia tão importante como a impressa. O pequeno estúdio daria origem à RGE - Rádio Gravações Especializadas, a primeira empresa brasileira na gravação de jingles e spots, fundada em 1948, por José Scatena e Cícero Leuenroth. Posteriormente, a RGE seria também importante estúdio de gravação de discos.
Em 1942, foi um dos fundadores do IBOPE. Em 1937, foi também um dos fundadores da ABP – Associação Brasileira de Propaganda, entidade que presidiu entre 1946 e 1947.
Em 1969, iniciaram-se as negociações para a venda da Standard para Ogilvy & Mather. O processo foi concluído em 1972, quando agência passou a se chamar Standard, Ogilvy & Mather. No mesmo ano, Cícero faleceu, nos Estados Unidos, onde fora visitar sua filha, Olívia Hime.